# Stephen Ademolu
Stephen Ademolu (20 de noviembre de 1982, Windsor, Ontario, Canadá) es un futbolista canadiense. Juega en la posición de delantero en el Atlanta Silverbacks de la North American Soccer League. 
En sus años universitarios, Ademolu jugó con la University of North Carolina at Pembroke y la Cleveland State University.
Tras jugar durante algunos años en el fútbol europeo, Stephen regresó a Canadá en 2011. En enero de 2012, firmó contrato con los Atlanta Silverbacks.

## Vida personal
Tiene ascendencia nigeriana por parte de su padre, quien también fue futbolista, y jamaiquina por parte de su madre. Tiene seis hermanos y una hermana. Algunos parientes suyos (incluyendo a su hermano gemelo O'Nicholas) también se dedican al deporte.

## Honores

### Club

#### FK Ekranas
- A Lyga: 2009, 2010
- Copa lituana de fútbol: 2010
- Supercopa de Lituania: 2010